# Bernat Boïl
Bernat Boïl (Saidí, entre 1440 i 1445 - Cuixà (Conflent), entre 1509 i 1507), fou un religiós i diplomàtic.

## Biografia
Rebé ordes menors a la diòcesi de Lleida. Fou secretari de l'arquebisbe de Saragossa, Joan d'Aragó, i secretari del rei Ferran II de Catalunya, comissari general de les galeres de l'almirall Bernat II de Vilamarí, sacerdot ermità a Montserrat, vicari general de l'Orde dels Mínims a Espanya, orde que introduí a la Corona d'Aragó, company de Cristòfor Colom en el seu segon viatge a les Índies, primer vicari apostòlic de les Índies Occidentals nomenat pel papa Alexandre VI i abat comendatari del monestir de Sant Miquel de Cuixà, on morí. Mantingué bona amistat amb Pere Zapata, arxipreste de Daroca (li va dedicar la traducció al castellà del llibre De religione d'Isaac de Nínive) i amb Joan Ramon Folc III, comte de Cardona i Prades, a qui li va trametre una lletra consolatòria per la mort de fra Bernat Hug de Rocabertí, castellà d'Amposta. El rei Ferran l'envià a missions diplomàtiques a França l'any 1476 i novament l'any 1486. Alexandre VI l'envià com a nunci secret als Reis Catòlics (1497). També va fer gestions a Roma, encarregades per Gonzalo Jiménez de Cisneros, probablement relacionades amb la futura Universitat d'Alcalá de Henares.
Va ser el superior dels ermitans que vivien dispersos al massís de Montserrat per encàrrec de l'Abat Sort de Sant Cugat.
S'interessà molt en el lul·lisme, i es va relacionar amb els seus representants Arnau Descós i Pere Daguí.
Deixà obra epistolar en llatí, consistent en vuit epístoles al seu amic mallorquí Arnau Descós. Un retrat seu forma part de la Galeria de Catalans Il·lustres de l'Ajuntament de Barcelona.

## Segon Viatge de Colom
Després de fer d'ermità en el Monestir de Montserrat, el Papa Alexandre VI el nomenà Legat Pontifici i Primer Apòstol del Nou Món, com acompanyant de l'Almirall Cristòfor Colom en el segon viatge de colonització a les Índies. Sortí del port de Barcelona juntament amb altres catalans, com els capitans Pere Bertran Margarit i Antoni de Torres, el navegant Miquel Ballester, l'ermità i antropòleg Ramon Pané o el metge Guillem Pere Comaç.

A la seva tornada fou enviat a Roma fins a l'any 1497, on va treballar a favor de l'Orde dels Mínims. Posteriorment el Papa Alexandre VI l'envià com a nunci secret davant dels Reis Catòlics. En el seu últim càrrec fou abat comendatari del Monestir de Sant Miquel de Cuixà, vora de Prada de Conflent, fins a la seva mort.

## Obres
- Espitulae ad Arnaldum Cossum.
- Traducció al castellà de De religione seu de ordinatione animae, de l'abat Isaac, Saragossa?, 1489.

## En la ficció
El personatge de Fray Bernart Boïl, interpretat per Jorge Calvo, apareix en la tercera temporada de la sèrie televisiva Isabel.